# Фролов, Александр Борисович
Александр Борисович Фролов  (род. 1938) — специалист в области математического моделирования. Доктор технических наук, профессор кафедры Математического моделирования МЭИ. Лауреат Премии МЭИ «Почет и признание 2005 года».

## Биография
Александр Борисович Фролов родился в 1938 году. В 1961 году окончил Московский энергетический институт, получил специальность «Математические и счетно-решающие приборы и устройства». С 1960 по 1969 год работал в МЭИ последовательно на должностях инженера, ассистента, старшего преподавателя, доцента.
Учился в аспирантуре Московского энергетического института на кафедре Математического моделирования. В 1966 году защитил кандидатскую диссертацию, посвященную многоканальным системам ввода информации в ЭВМ систем ПВО. Его научным руководителем был профессор кафедры вычислительных машин, систем и сетей Московского энергетического института Шигин Анатолий Георгиевич. В последующем, с 1969 по 1976 год Александр Борисович работал в институте НИИ Автоматики (ныне концерн «Автоматика») на должностях: старший научный сотрудник, заведующий сектором, зам. главного конструктора по защите информации в каналах спутниковых систем. С 1976 года работает в Московском энергетическом институте.
В 1984 году Александр Борисович Фролов защитил докторскую диссертацию, связанную с вопросами диагностики сложных технических систем в условиях неопределенности. Получил ученую степень доктора технических наук, ученое звание профессора (1985).
С 1976 по 1987 год руководил кафедрой Прикладной математики МЭИ. На кафедре подготовил курсы и учебные комплексы по дисциплинам «Методы защиты информации и распознавания образов», «Современная компьютерная алгебра», «Дискретная математика» и др.

## Научная деятельность
Область научных интересов: компьютерная алгебра, математическое моделирование, криптографические методы защиты информации, дискретная математика, вероятностные модели в технических системах, распознавание образов и др.
В 2008—2016 годах Александр Борисович Фролов руководил научными проектами Российского фонда фундаментальных исследований (РФФИ). Им были подготовлены вторые и третьи издания монографий по алгебраическим и алгоритмическим основам эллиптической криптографии и по протоколам криптографии на эллиптических кривых. В настоящее время Александр Борисович руководит в МЭИ научной группой кафедры математического моделирования «Дискретные и вероятностные математические модели». Занимается исследованиями в области дискретной математики, компьютерной алгебры и др.
Александр Борисович Фролов является автором около 110 научных работ в зарубежных и отечественных. Под его руководством в МЭИ было подготовлено и защищено 15 кандидатских диссертаций. В разное время он работал в экспертном совете ВАК, в диссертационном совете МЭИ.

## Награды
- Орден «Знак Почёта»
- Диплом ВДНХ СССР
- Премия МЭИ «Почет и признание 2005 года»